# Загуби
Загубите представляват намаления на икономическите изгоди и като такива не се различават по характера си от другите разходи. Ето защо те не се разглеждат като отделен елемент, свързан с определянето на печалбата на предприятието като цяло, понеже те могат да възникват или не, в хода на обичайната дейност на предприятието.
Загубите могат да включват такива разходи, които са настъпили в резултат на природни бедствия, като пожар или наводнение, както и разходи, възникващи при отписването на дълготрайни активи. Определението за разходи включва и нереализираните загуби.
Когато загубите се признават в отчета за приходите и разходите, те се представят отделно от разходите, възникнали в резултат на обичайната дейност на предприятието, тъй като информацията за тях е полезна за вземане на стопански решения.